# Черкизовский пруд
Черки́зовский пруд (Архиере́йский пруд) — водоём в пойме реки Сосенки в Восточном административном округе Москвы. Находится на территории исторического района Черкизово в районе Преображенское, между набережной Шитова и Черкизовским парком.

## Описание
Пруд вытянут с севера на юг вдоль русла Сосенки, в настоящее время заключённого в подземный коллектор. Площадь водного зеркала составляет 12 га, ширина — около 60 метров, длина — 900 метров. Средняя глубина озера — 2 метра. Питание происходит за счёт поверхностных вод и городского водопровода. Дно водоёма естественное, берега укреплены железобетонными плитами. На восточной стороне пруда находится Черкизовский парк, на южной — Храм Пророка Ильи и Черкизовское кладбище.
На восточном берегу до 2020 года находился кинотеатр Севастополь.

## История
Черкизовский пруд — один из старейших водоёмов Москвы. Он был создан в XIV веке при строительстве плотин на реке Сосенке. Водоём получил своё наименование от села Черкизово (Черкизово-Подмосковное), которое впервые упоминается в летописях и княжеских грамотах XIV—XV веков. Село, в свою очередь, названо по имени ордынского царевича Черкиза, который в XIV веке владел этой землёй.
С конца XIV века и до 1764 года территория Черкизово принадлежала Чудову монастырю. Водоём использовали для отдыха архиереев и московских митрополитов, отсюда возникло второе название пруда — Архиерейский.

## Современность
В 2003 году правительство Москвы приняло постановление N 1108-ПП «О Концепции реконструкции и развития Черкизовского рекреационного природно-исторического комплекса», в результате которого пруд внесли в программу экологической реабилитации и благоустройства. Реконструкция началась в 2008 году, сроки окончания работ несколько раз переносились. В 2014 году обустройство водоёма закончили. На его берегах оборудовали лодочный причал, прогулочные дорожки и зоны отдыха без купания.

## Фотогалерея

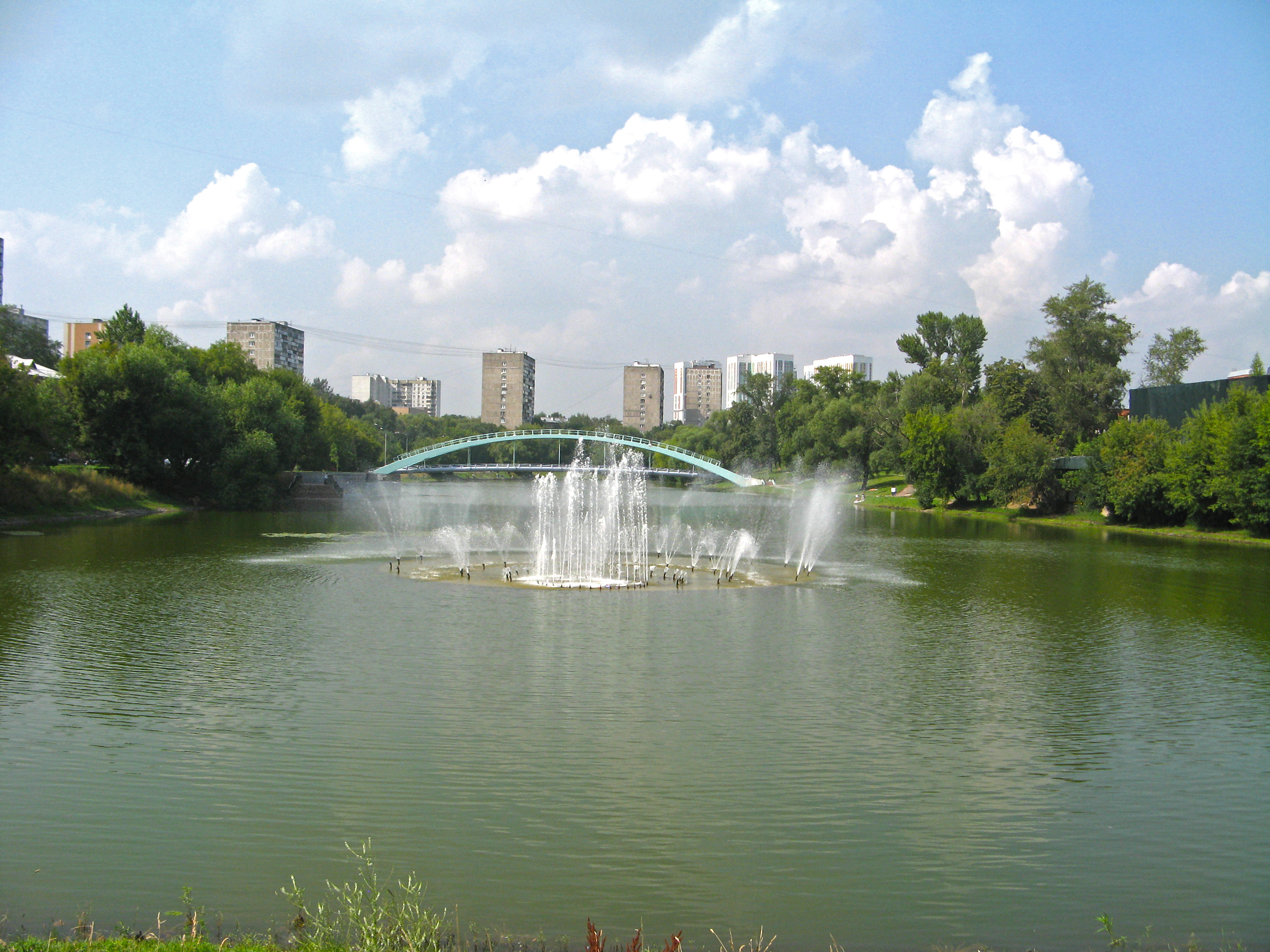
Черкизовский пруд, 2016 год
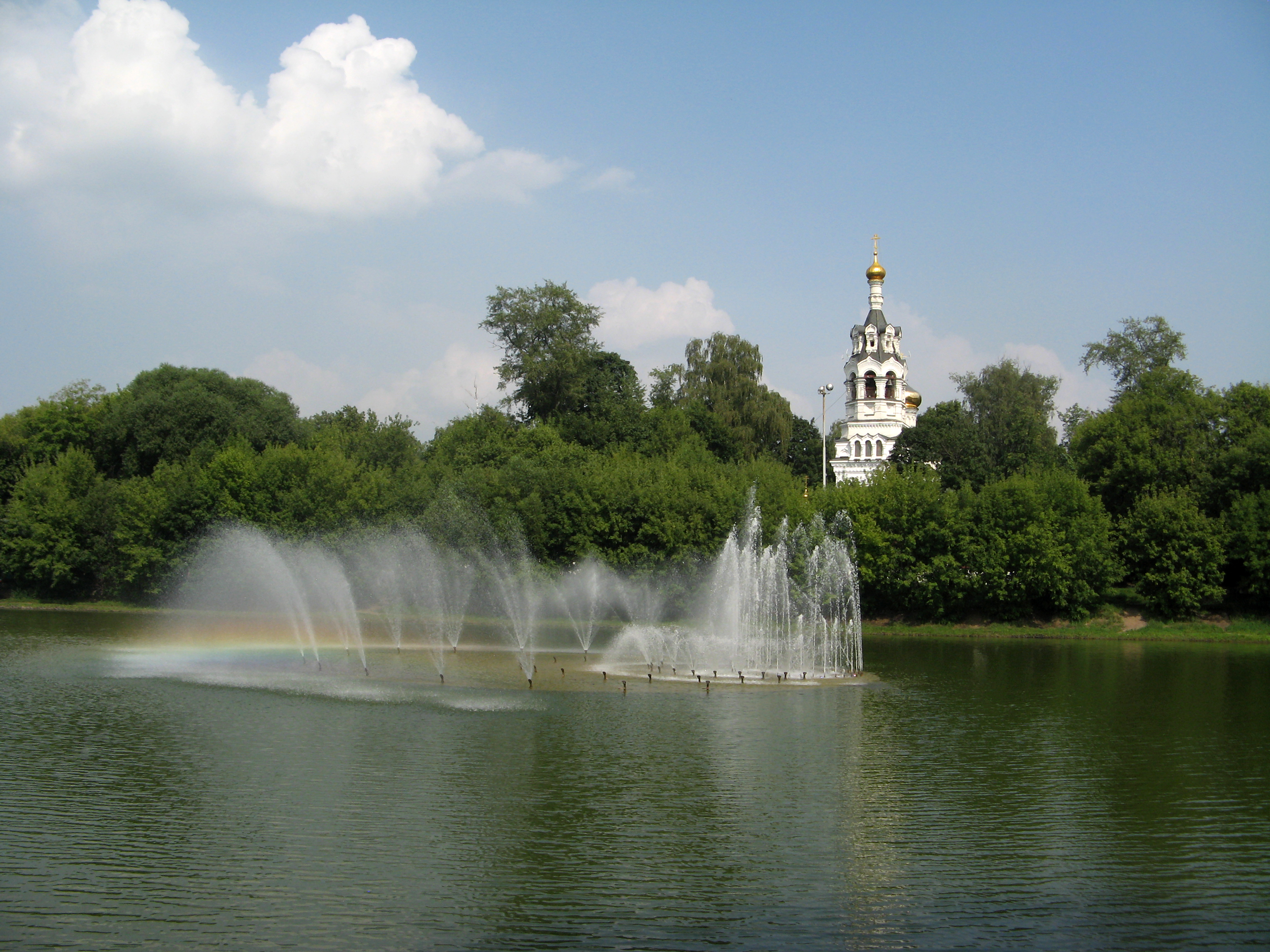
Фонтан на Черкизовском пруду, 2016 год
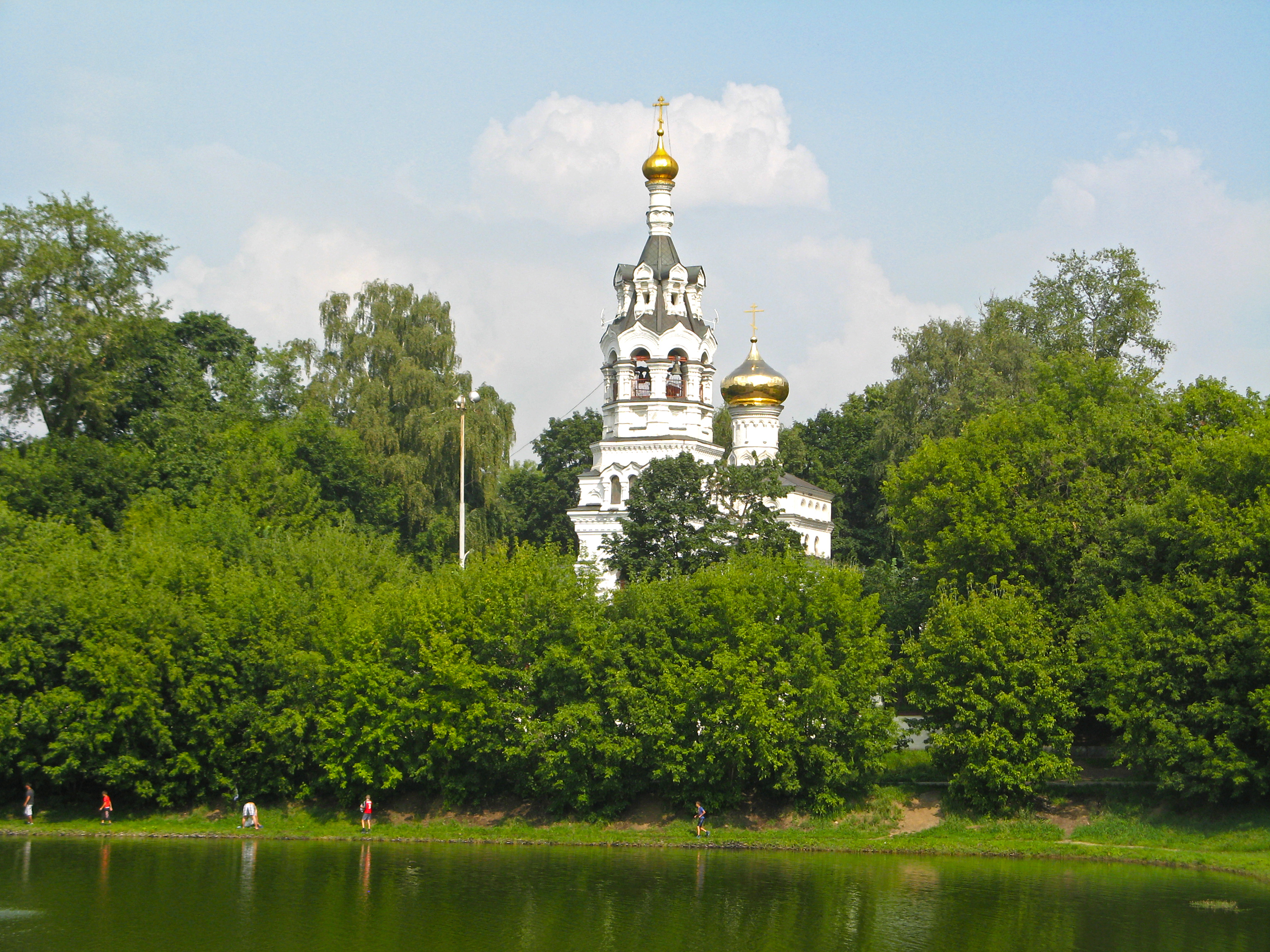
Храм на берегу Черкизовского пруда, 2016 год
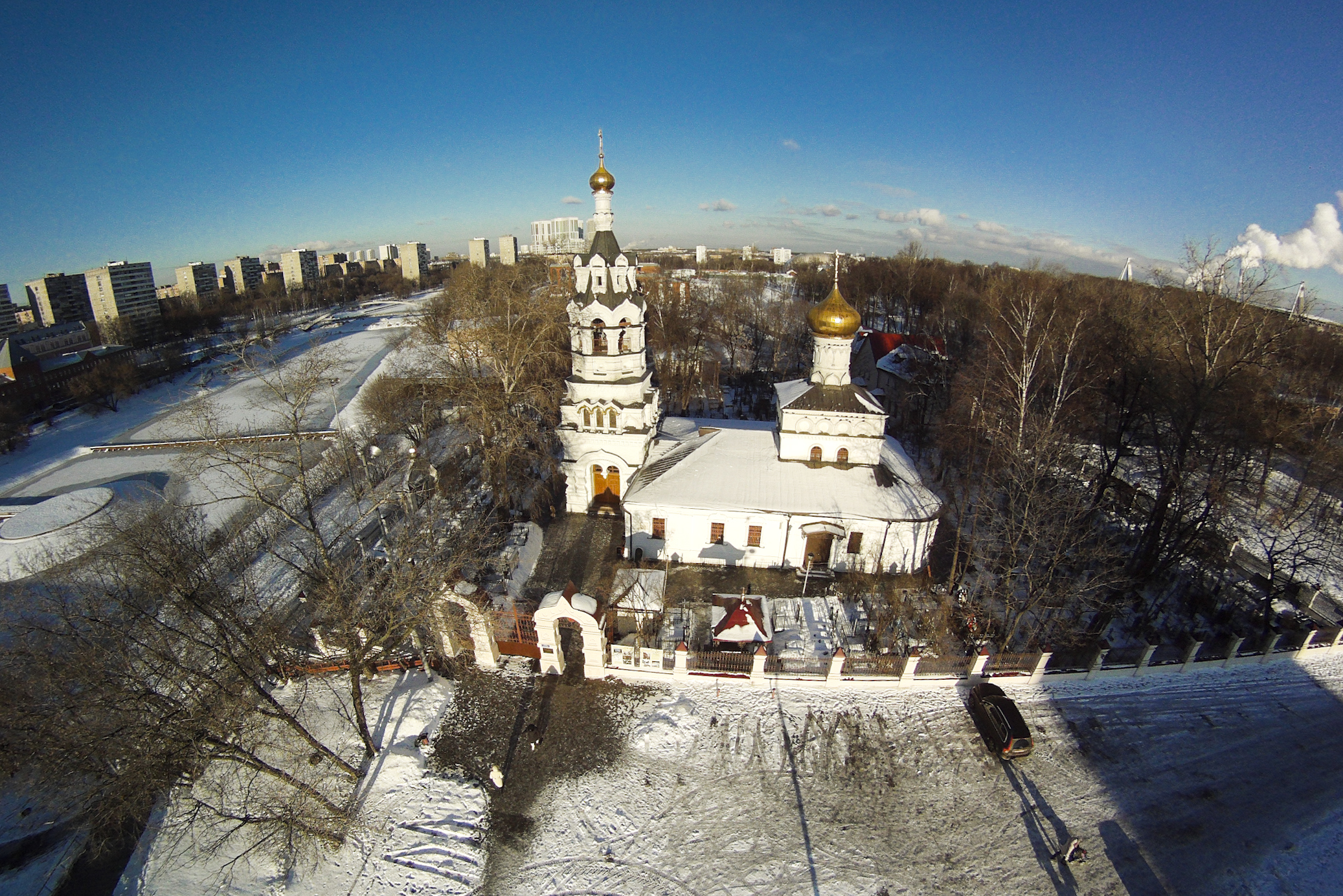
Храм Ильи Пророка, 2017 год